# エレーネ・ゲデヴァニシヴィリ
エレーネ・ゲデヴァニシヴィリ（グルジア語: ელენე გედევანიშვილი、1990年1月7日 - ）は、ジョージア（旧称グルジア）トビリシ出身の女性フィギュアスケート選手。
2006年トリノオリンピック、2010年バンクーバーオリンピック、2014年ソチオリンピックグルジア代表。2010年、2012年欧州選手権3位。
姓はゲデワニシビリ、ゲデバニシビリほかのカナ表記もみられる。

## 経歴
2005-2006シーズン、初のシニアクラス競技会となったカールシェーファーメモリアルで4位に入りトリノオリンピックのジョージア出場枠を獲得。ISUジュニアグランプリではファイナルに進出する。初出場となる2006年ヨーロッパフィギュアスケート選手権でいきなり5位。また、直後のトリノ五輪でフリースケーティングの最終グループ6人に入ったことで注目を集める。
エレーナ・ブヤノワ、タチアナ・タラソワの指導の下、モスクワのCSKAモスクワでトレーニングをしていたが、2006-2007シーズン中、ロシアとジョージアが関係の悪化により、滞在ビザが不完全と一方的に認定されたグルジア人一斉追放の対象に、10月4日になって母親が含まれたためモスクワからの退去を余儀なくされる。同月11日にウィーンで開催されたカールシェーファーメモリアルにはモスクワからジョージアへの帰国途中に参加し優勝。初めて招待されていたISUグランプリシリーズで中国杯、NHK杯にエントリーがあったが欠場。12月25日にアメリカに落ち着きオクサナ・バイウルを育てたガリーナ・ズミエフスカヤのもとで練習を再開。2007年1月下旬にワルシャワで開催された欧州選手権には出場し、ショートプログラム3位、総合8位となる。3月に東京で開催された世界選手権にも出場を果たした。
2007-2008シーズンにはロマン・セロフに師事。あらためてISUグランプリシリーズデビューを果たす。2008-2009シーズンの世界ジュニア選手権よりエレイン・ザヤックに師事し、同大会では6位に入る。直後の世界選手権では初のトップ10入り。
2009-2010シーズンの欧州選手権ではショート、フリーともパーソナルベストを更新、3位となり、国際スケート連盟の主催する大会で自身初の表彰台に上る。直後のバンクーバーオリンピックではトリノに続く2大会連続の出場を果たした。
2010-2011シーズンは、NHK杯で6位、スケートアメリカで7位と昨シーズンと同等の結果となる。しかし欧州選手権では順位を大きく落とし8位に。
7月にブライアン・オーサーにコーチを変更しトロントへ移った。2011-2012シーズンは、NHK杯で5位、スケートアメリカで7位。欧州選手権ではトータルとフリーでのパーソナルベストを更新して銅メダルを獲得し、表彰台上に返り咲いた。
2012-2013シーズン、欧州選手権では14位。世界選手権ではショートで29位となり、初めてフリーに進出することができなかった。シーズンオフにはコンスタンティン・コスティンとエドゥアール・プリナーに変更し、アメリカのマサチューセッツ州に練習拠点を移した。
2013-2014シーズン、ネーベルホルン杯でソチオリンピックの出場枠を獲得。グランプリシリーズの後、コーチをブライアン・オーサーに戻した。欧州選手権では10位。

## 技術
バネを利かせた高いジャンプと、体の柔らかさを活かしたスピンやスパイラルに特徴がある。トウループとルッツを得意としており、競技では3-3-2回転のコンビネーション（全てトウループ）を取り入れている。トリノオリンピックにおいては3回転フリップ-3回転トウループや3回転ルッツ-3回転トウループという難度の高いコンビネーションも跳んだ。また、アラベスク・スパイラルから2回転アクセルへの流れも特徴的である。一方、ループは苦手としており、競技では外すことが多い。

## 主な戦績

### 2006-2007年シーズンから
| 大会/年            | 2006-07 | 2007-08 | 2008-09 | 2009-10 | 2010-11 | 2011-12 | 2012-13 | 2013-14 | 2014-15 | 2015-16 |
| ------------------ | ------- | ------- | ------- | ------- | ------- | ------- | ------- | ------- | ------- | ------- |
| 冬季オリンピック   |         |         |         | 14      |         |         |         | 19      |         |         |
| 世界選手権         | 17      | 20      | 10      | 18      | 10      | 10      | 29      |         | 22      |         |
| 欧州選手権         | 8       | 7       | 25      | 3       | 8       | 3       | 14      | 10      | 23      |         |
| GPNHK杯            |         | 8       |         |         | 6       | 5       | 6       | 9       | 10      |         |
| GPスケートアメリカ |         | 6       |         | 6       | 7       | 7       |         | 9       | 7       |         |
| GPスケートカナダ   |         |         |         |         |         |         | 5       |         |         |         |
| GPエリック杯       |         |         | 7       | 7       |         |         |         |         |         |         |
| ロンバルディア杯   |         |         |         |         |         |         |         |         |         | 8       |
| ネーベルホルン杯   |         |         |         |         |         | 2       |         | 6       |         |         |
| NRW杯              |         |         | 1       |         |         |         |         |         |         |         |
| フィンランディア杯 |         |         | 4       |         |         |         |         |         |         |         |
| シェーファー記念   | 1       |         |         |         |         |         |         |         |         |         |
| 世界Jr.選手権      |         |         | 6       |         |         |         |         |         |         |         |

### 2005-2006年シーズンまで
| 大会/年               | 2001-02 | 2002-03 | 2003-04 | 2004-05 | 2005-06 |
| --------------------- | ------- | ------- | ------- | ------- | ------- |
| 冬季オリンピック      |         |         |         |         | 10      |
| 世界選手権            |         |         |         |         | 14      |
| 欧州選手権            |         |         |         |         | 5       |
| グルジア国内選手権    | 4       | 1       | 1       |         |         |
| シェーファー記念      |         |         |         |         | 4       |
| 世界Jr.選手権         |         |         | 12      | 5       |         |
| JGPファイナル         |         |         |         |         | 7       |
| JGPタリン杯           |         |         |         |         | 1       |
| JGPスケートスロバキア |         |         |         |         | 3       |
| JGPウクライナ記念     |         |         |         | 6       |         |
| JGPクールシュベル     |         |         |         | 17      |         |
| JGPクロアチア杯       |         |         | 7       |         |         |

### 詳細
| 2015-2016 シーズン   |                                                              |         |          |          |
| 開催日               | 大会名                                                       | SP      | FS       | 結果     |
| 2015年9月17日 - 20日 | 2015年ロンバルディアトロフィー（セスト・サン・ジョヴァンニ） | 4 52.96 | 11 67.68 | 8 120.64 |

| 2014-2015 シーズン     |                                                            |          |          |           |
| 開催日                 | 大会名                                                     | SP       | FS       | 結果      |
| 2015年3月23日 - 29日   | 2015年世界フィギュアスケート選手権（上海）                 | 16 52.11 | 22 80.14 | 22 132.25 |
| 2015年1月26日 - 2月1日 | 2015年ヨーロッパフィギュアスケート選手権（ストックホルム） | 19 49.20 | 23 73.68 | 23 122.88 |
| 2014年11月28日 - 30日  | ISUグランプリシリーズ NHK杯（門真）                        | 9 50.18  | 9 92.78  | 10 142.96 |
| 2014年10月24日 - 26日  | ISUグランプリシリーズ スケートアメリカ（シカゴ）           | 6 55.39  | 9 102.71 | 7 158.10  |

| 2013-2014 シーズン    |                                                        |          |          |           |
| 開催日                | 大会名                                                 | SP       | FS       | 結果      |
| 2014年2月6日 - 22日   | ソチオリンピック（ソチ）                               | 17 54.70 | 20 92.45 | 19 147.15 |
| 2014年1月13日 - 19日  | 2014年ヨーロッパフィギュアスケート選手権（ブダペスト） | 7 54.78  | 13 87.04 | 10 141.82 |
| 2013年11月8日 - 10日  | ISUグランプリシリーズ NHK杯（東京）                    | 9 45.14  | 9 84.10  | 9 129.24  |
| 2013年10月18日 - 20日 | ISUグランプリシリーズ スケートアメリカ（デトロイト）   | 6 56.68  | 9 92.26  | 9 148.94  |
| 2013年9月25日 - 28日  | 2013年ネーベルホルン杯（オーベルストドルフ）           | 6 51.59  | 7 93.21  | 6 144.80  |

| 2012-2013 シーズン    |                                                      |          |          |           |
| 開催日                | 大会名                                               | SP       | FS       | 結果      |
| 2013年3月10日 - 17日  | 2013年世界フィギュアスケート選手権（ロンドン）       | 29 42.40 | -        | 29        |
| 2013年1月23日 - 27日  | 2013年ヨーロッパフィギュアスケート選手権（ザグレブ） | 16 48.75 | 11 93.96 | 14 142.71 |
| 2012年11月23日 - 25日 | ISUグランプリシリーズ NHK杯（利府）                  | 6 57.50  | 6 99.46  | 6 156.96  |
| 2012年10月26日 - 28日 | ISUグランプリシリーズ スケートカナダ（ウィンザー）   | 1 60.80  | 5 99.72  | 5 160.52  |
| 2012年10月6日         | 2012年ジャパンオープン（さいたま）                   | -        | 5 94.84  | 3 団体    |

| 2011-2012 シーズン     |                                                            |          |          |           |
| 開催日                 | 大会名                                                     | SP       | FS       | 結果      |
| 2012年3月26日 - 4月1日 | 2012年世界フィギュアスケート選手権（ニース）               | 7 58.49  | 15 90.71 | 10 149.20 |
| 2012年1月23日 - 29日   | 2012年ヨーロッパフィギュアスケート選手権（シェフィールド） | 4 57.14  | 3 108.79 | 3 165.93  |
| 2011年11月11日 - 13日  | ISUグランプリシリーズ NHK杯（札幌）                        | 4 57.37  | 6 103.07 | 5 160.44  |
| 2011年10月21日 - 23日  | ISUグランプリシリーズ スケートアメリカ（オンタリオ）       | 10 42.51 | 3 97.61  | 7 140.12  |
| 2011年9月22日 - 24日   | 2011年ネーベルホルン杯（オーベルストドルフ）               | 2 50.56  | 2 96.36  | 2 146.92  |

| 2010-2011 シーズン     |                                                        |          |           |           |
| 開催日                 | 大会名                                                 | SP       | FS        | 結果      |
| 2011年4月24日 - 5月1日 | 2011年世界フィギュアスケート選手権（モスクワ）         | 15 51.61 | 10 104.63 | 10 156.24 |
| 2011年1月24日 - 30日   | 2011年ヨーロッパフィギュアスケート選手権（ベルン）     | 5 53.68  | 8 94.28   | 8 147.96  |
| 2010年11月12日 - 14日  | ISUグランプリシリーズ スケートアメリカ（ポートランド） | 8 45.27  | 7 94.09   | 7 139.36  |
| 2010年10月22日 - 24日  | ISUグランプリシリーズ NHK杯（名古屋）                  | 9 44.51  | 3 97.01   | 6 141.52  |

| 2009-2010 シーズン    |                                                            |          |          |           |
| 開催日                | 大会名                                                     | SP       | FS       | 結果      |
| 2010年3月22日 - 28日  | 2010年世界フィギュアスケート選手権（トリノ）               | 12 55.26 | 21 82.07 | 18 137.33 |
| 2010年2月12日 - 28日  | バンクーバーオリンピック（バンクーバー）                   | 9 61.92  | 17 93.32 | 14 155.24 |
| 2010年1月18日 - 24日  | 2010年ヨーロッパフィギュアスケート選手権（タリン）         | 4 60.82  | 2 103.72 | 3 164.54  |
| 2009年11月12日 - 15日 | ISUグランプリシリーズ スケートアメリカ（レークプラシッド） | 6 52.18  | 6 92.01  | 6 144.19  |
| 2009年10月15日 - 18日 | ISUグランプリシリーズ エリック・ボンパール杯（パリ）       | 8 48.68  | 6 94.75  | 7 143.43  |

| 2008-2009 シーズン     |                                                        |          |           |           |
| 開催日                 | 大会名                                                 | SP       | FS        | 結果      |
| 2009年3月23日 - 29日   | 2009年世界フィギュアスケート選手権（ロサンゼルス）     | 8 58.82  | 11 103.66 | 10 162.48 |
| 2009年2月23日 - 3月1日 | 2009年世界ジュニアフィギュアスケート選手権（ソフィア） | 1 60.32  | 11 78.00  | 6 138.32  |
| 2009年1月19日 - 25日   | 2009年ヨーロッパフィギュアスケート選手権（ヘルシンキ） | 25 37.20 | -         | 25        |
| 2008年12月4日 - 7日    | 2008年NRW杯（ドルトムント）                            | 1 56.10  | 3 86.22   | 1 142.32  |
| 2008年11月13日 - 16日  | ISUグランプリシリーズ エリック・ボンパール杯（パリ）   | 9 41.48  | 7 80.30   | 7 121.78  |
| 2008年10月9日 - 12日   | 2008年フィンランディア杯（ヴァンター）                 | 3 57.28  | 4 94.26   | 4 151.54  |

| 2007-2008 シーズン       |                                                      |          |          |           |
| 開催日                   | 大会名                                               | SP       | FS       | 結果      |
| 2008年3月17日 - 23日     | 2008年世界フィギュアスケート選手権（ヨーテボリ）     | 23 44.06 | 18 81.93 | 20 125.99 |
| 2008年1月21日 - 27日     | 2008年ヨーロッパフィギュアスケート選手権（ザグレブ） | 8 53.43  | 8 93.66  | 7 147.09  |
| 2007年11月29日 - 12月2日 | ISUグランプリシリーズ NHK杯（仙台）                  | 7 53.82  | 8 82.72  | 8 136.54  |
| 2007年10月25日 - 28日    | ISUグランプリシリーズ スケートアメリカ（レディング） | 11 38.30 | 6 87.76  | 6 126.06  |

| 2006-2007 シーズン    |                                                        |          |          |           |
| 開催日                | 大会名                                                 | SP       | FS       | 結果      |
| 2007年3月19日 - 25日  | 2007年世界フィギュアスケート選手権（東京）             | 13 53.97 | 17 90.43 | 17 144.40 |
| 2007年1月22日 - 28日  | 2007年ヨーロッパフィギュアスケート選手権（ワルシャワ） | 3 54.62  | 9 82.70  | 8 137.32  |
| 2006年10月11日 - 14日 | 2006年カールシェーファーメモリアル（ウィーン）         | 1 50.48  | 1 81.40  | 1 131.88  |

| 2005-2006 シーズン  |                                                            |         |         |          |           |
| 開催日              | 大会名                                                     | 予選    | SP      | FS       | 結果      |
| 2006年3月19日-26日  | 2006年世界フィギュアスケート選手権（カルガリー）           | 9 20.72 | 8 54.55 | 17 89.65 | 14 164.92 |
| 2006年2月10日-26日  | トリノオリンピック（トリノ）                               | -       | 6 57.90 | 13 93.56 | 10 151.46 |
| 2006年1月16日-22日  | 2006年ヨーロッパフィギュアスケート選手権（リヨン）         | -       | 4 60.19 | 6 93.08  | 5 153.27  |
| 2005年11月24日-27日 | 2005/2006 ISUジュニアグランプリファイナル（オストラヴァ）  | -       | 8 37.82 | 6 86.72  | 7 124.54  |
| 2005年10月12日-16日 | 2005年カールシェーファーメモリアル（ウィーン）             | -       | 7 40.61 | 3 79.73  | 4 120.34  |
| 2005年9月15日-18日  | ISUジュニアグランプリ タリン杯（タリン）                   | -       | 1 52.77 | 2 92.29  | 1 145.06  |
| 2005年9月1日-5日    | ISUジュニアグランプリ スケートスロバキア（ブラチスラヴァ） | -       | 2 54.07 | 4 87.21  | 3 141.28  |

| 2004-2005 シーズン    |                                                          |         |         |          |          |
| 開催日                | 大会名                                                   | 予選    | SP      | FS       | 結果     |
| 2005年2月28日-3月6日  | 2005年世界ジュニアフィギュアスケート選手権（キッチナー） | 6 70.28 | 7 48.42 | 5 90.69  | 5 139.11 |
| 2004年9月30日-10月3日 | ISUジュニアグランプリ ウクライナ記念（キエフ）           | -       | 4 46.65 | 12 64.18 | 6 110.83 |
| 2004年8月26日-29日    | ISUジュニアグランプリ クールシュベル（クールシュベル）   | -       | 9 40.78 | 19 57.04 | 17 97.82 |

| 2003-2004 シーズン   |                                                      |      |    |    |      |
| 開催日               | 大会名                                               | 予選 | SP | FS | 結果 |
| 2004年2月29日-3月7日 | 2004年世界ジュニアフィギュアスケート選手権（ハーグ） | 6    | 11 | 15 | 12   |
| 2003年10月22日-26日  | ISUジュニアグランプリ クロアチア杯（ザグレブ）       | -    | 9  | 8  | 7    |

## プログラム使用曲
| シーズン  | SP | FS | EX                                                                                       |
| --------- | --- | --- | ---------------------------------------------------------------------------------------- |
| 2015-2016 | Papa, Can You Hear Me? 作曲：ミシェル・ルグラン ボーカル：バーブラ・ストライサンド                                                                  | 歌劇『カルメン』より 作曲：ジョルジュ・ビゼー |                                                                                          |
| 2014-2015 | タイスの瞑想曲 作曲：ジュール・マスネ 振付：ニコライ・モロゾフPapa, Can You Hear Me? 作曲：ミシェル・ルグラン ボーカル：バーブラ・ストライサンド    | 映画『バーレスク』サウンドトラックより タフ・ラヴァー エクスプレス ショウ・ミー・ハウ・ユー・バーレスク ボーカル：クリスティーナ・アギレラ歌劇『カルメン』より 作曲：ジョルジュ・ビゼー                   |                                                                                          |
| 2013-2014 | ロマンス 『吹雪』より 作曲：ゲオルギー・スヴィリードフ 振付：イリーナ・ロマノワタンゴ・ジェラシー 作曲：ヤコブ・ゲーゼ 振付：デヴィッド・ウィルソン | ジゼル 作曲：アドルフ・アダン 振付：イリーナ・ロマノワドン・キホーテ 作曲：レオン・ミンクス 振付：デヴィッド・ウィルソン                                                                                  |                                                                                          |
| 2012-2013 | 映画『シンドラーのリスト』より 作曲：ジョン・ウィリアムズ 振付：デヴィッド・ウィルソン                                                              | ドン・キホーテ 作曲：レオン・ミンクス 振付：デヴィッド・ウィルソン | ベイビー・ワン・モア・タイム 作曲：マックス・マーティン ボーカル：ブリトニー・スピアーズ |
| 2011-2012 | タンゴ・ジェラシー 作曲：ヤコブ・ゲーゼ 振付：デヴィッド・ウィルソン                                                                                | オペラ座の怪人 作曲：アンドルー・ロイド・ウェバー | Unusual Way ボーカル：ニコール・キッドマン                                               |
| 2010-2011 | セル・ブロック・タンゴ 作曲：ジョン・カンダー | オペラ座の怪人 作曲：アンドルー・ロイド・ウェバー |                                                                                          |
| 2009-2010 | フィーバー 曲：ジョン・ダヴェンポート | 歌劇『カルメン』より 作曲：ジョルジュ・ビゼー悲しき願い 演奏：サンタ・エスメラルダ ベサメ・ムーチョ 作曲：コンスエロ・ベラスケス ある恋の物語 作曲：カルロス・エレータ・アルマラン 演奏：ペレス・プラード | I Wanna Be Loved by You 歌：マリリン・モンロー                                           |
| 2008-2009 | ミュージカル『キャバレー』より 作曲：ジョン・カンダー、フレッド・エブ                                                                               | 悲しき願い 演奏：サンタ・エスメラルダ ベサメ・ムーチョ 作曲：コンスエロ・ベラスケス ある恋の物語 作曲：カルロス・エレータ・アルマラン 演奏：ペレス・プラード                                              |                                                                                          |
| 2007-2008 | ミュージカル『キャバレー』より 作曲：ジョン・カンダー、フレッド・エブ                                                                               | Pretty Story 作曲：フランシス・レイ | マラゲーニャ 演奏：エルネスト・レクオーナ                                                |
| 2006-2007 | 2つのギター 作曲：ポール・モーリア | フラメンコ・ファンタジア |                                                                                          |
| 2005-2006 | グラナダ 作曲：アウグスティン・ララ | アルメニア狂詩曲 作曲：アラ・ゲヴォルギャン |                                                                                          |
| 2004-2005 | グラナダ 作曲：アウグスティン・ララ | バレエ・エジプティアン 作曲：アレクサンドル・ルイジーニ |                                                                                          |
| 2003-2004 | メキシカン・ハット・ダンス 演奏：Jarabe Tapatio | バレエ・エジプティアン 作曲：アレクサンドル・ルイジーニ |                                                                                          |